# Glossolepis wanamensis
Glossolepis wanamensis је зракоперка из реда Atheriniformes и фамилије Melanotaeniidae.

## Угроженост
Ова врста је крајње угрожена и у великој опасности од изумирања.

## Распрострањење
Ареал врсте је ограничен на једну државу. 
Папуа Нова Гвинеја је једино познато природно станиште врсте.

## Станиште
Станишта врсте су језера и језерски екосистеми и слатководна подручја. 
Врста је присутна на подручју острва Нова Гвинеја.